# Malgassogomphus robinsoni
Malgassogomphus
Genre
Espèce
Malgassogomphus robinsoni, unique représentant du genre Malgassogomphus, est une espèce monotypique de libellules de la famille des Gomphidae (sous-ordre des Anisoptères, ordre des Odonates).

## Systématique
Le genre Malgassogomphus et l'espèce Malgassogomphus robinsoni ont été décrits en 1987 par l'entomologiste belge Roger Cammaerts (d).

## Répartition
Cette espèce se retrouve sur l'Île de Madagascar.

## Description
L'holotype de Malgassogomphus robinsoni mesure 32,1 mm de longueur totale. Sa coloration mélange le jaune et le noir.

## Étymologie
Son épithète spécifique, robinsoni, lui a été donnée en l'honneur d'Andrea Robinson qui a collecté l'holotype.

## Publication originale
- (en) R. Cammaerts, « Taxonomic studies on African Gomphidae (Anisoptera) 1. Malgassogomphus robinsoni gen. nov., spec. nov. from Madagascar », Odonatologica, Societas Internationalis Odonatologica (d), vol. 16, no 4,‎ 1987, p. 335-346 (ISSN 0375-0183, 0375-0183 et 2751-0875, lire en ligne).